# Владимирский собор (Санкт-Петербург)

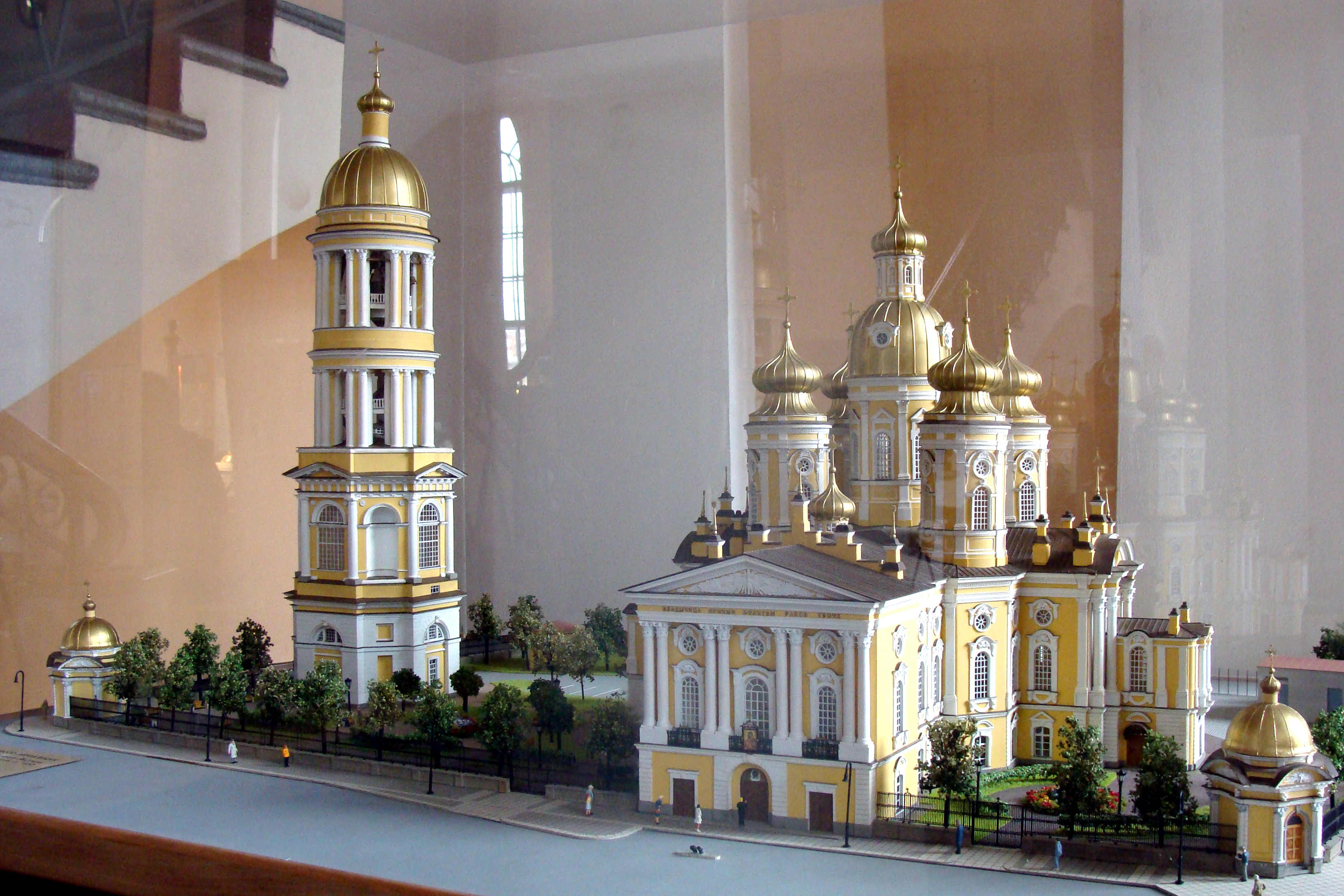
Макет собора с колокольней внутри здания

Собо́р Влади́мирской ико́ны Бо́жией Ма́тери (Влади́мирский собор) — православный храм в Санкт-Петербурге, на Владимирской площади. Относится к Центральному благочинию Санкт-Петербургской епархии Русской православной церкви.
Главный престол освящён в честь Владимирской иконы Божией Матери, одной из самых почитаемых на Руси икон.
Настоятель — протоиерей Георгий Шмид.
От Владимирской церкви происходят наименования Владимирского проспекта и Владимирской площади.

## История

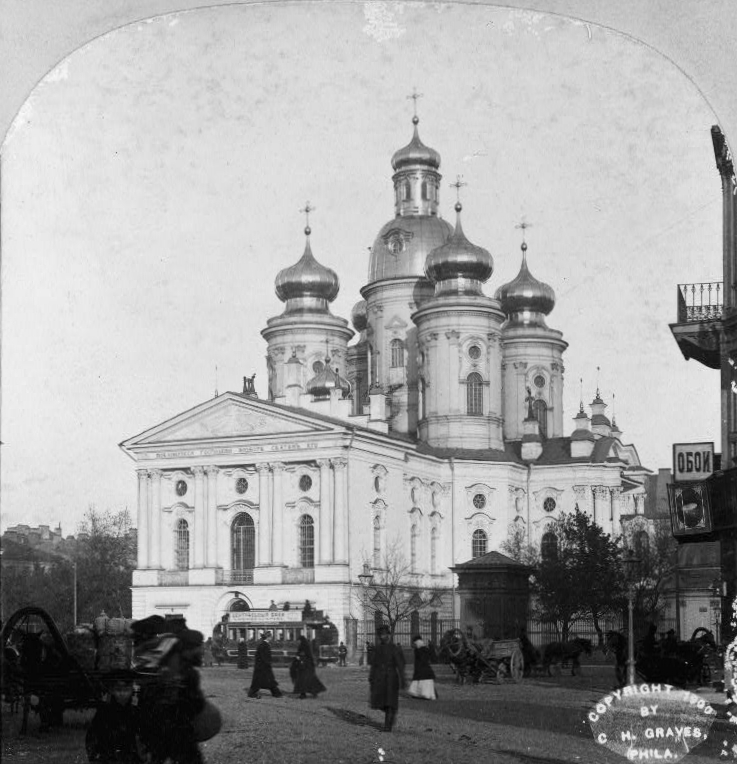
Фотография 1900 года

Владимирская церковь была построена на Торговой площади в период с 1761 по 1769 год, предположительно, по проекту архитектора Христиана Кнобеля или по плану архитектора Пьетро Трезини на месте одноимённой деревянной церкви 1745—1747 годов постройки.
Церковь была освящена 9 апреля 1783 года.
В 1791 году архитектор Джакомо Кваренги закончил постройку двухъярусной отдельно стоящей колокольни.
В 1830—1831 годах архитектором Авраамом Мельниковым был возведён притвор.
В 1848 году архитектор Франц Руска прибавил к колокольне ещё один ярус, а в 1850—1853 годах он же соорудил две часовни и ограду.
С 1865 года при Владимирской церкви существовало благотворительное общество, содержавшее детский приют и женскую богадельню.
В 1883—1885 годах архитектором Александром Гольмом были сделаны боковые пристройки.
После реставрации 1887—1888 годов в храме проходила часть торжеств в честь 900-летия крещения Руси.
В 1828 году во Владимирской церкви отпевали Арину Родионовну (няню Александра Пушкина). Прихожанином храма в последние годы жизни был Фёдор Достоевский, и в настоящее время здесь ежегодно совершается панихида памяти писателя.
В 1932 году Владимирская церковь была закрыта советскими властями, а в здании разместили фабрику «Ленмашучёт».
В августе 1989 года она была возвращена верующим и освящена 7 апреля 1990 года после первоочередного внутреннего ремонта. Реставрация интерьера храма заняла много лет.
В мае 2000 года Владимирская церковь получила статус собора.

## Архитектура и убранство

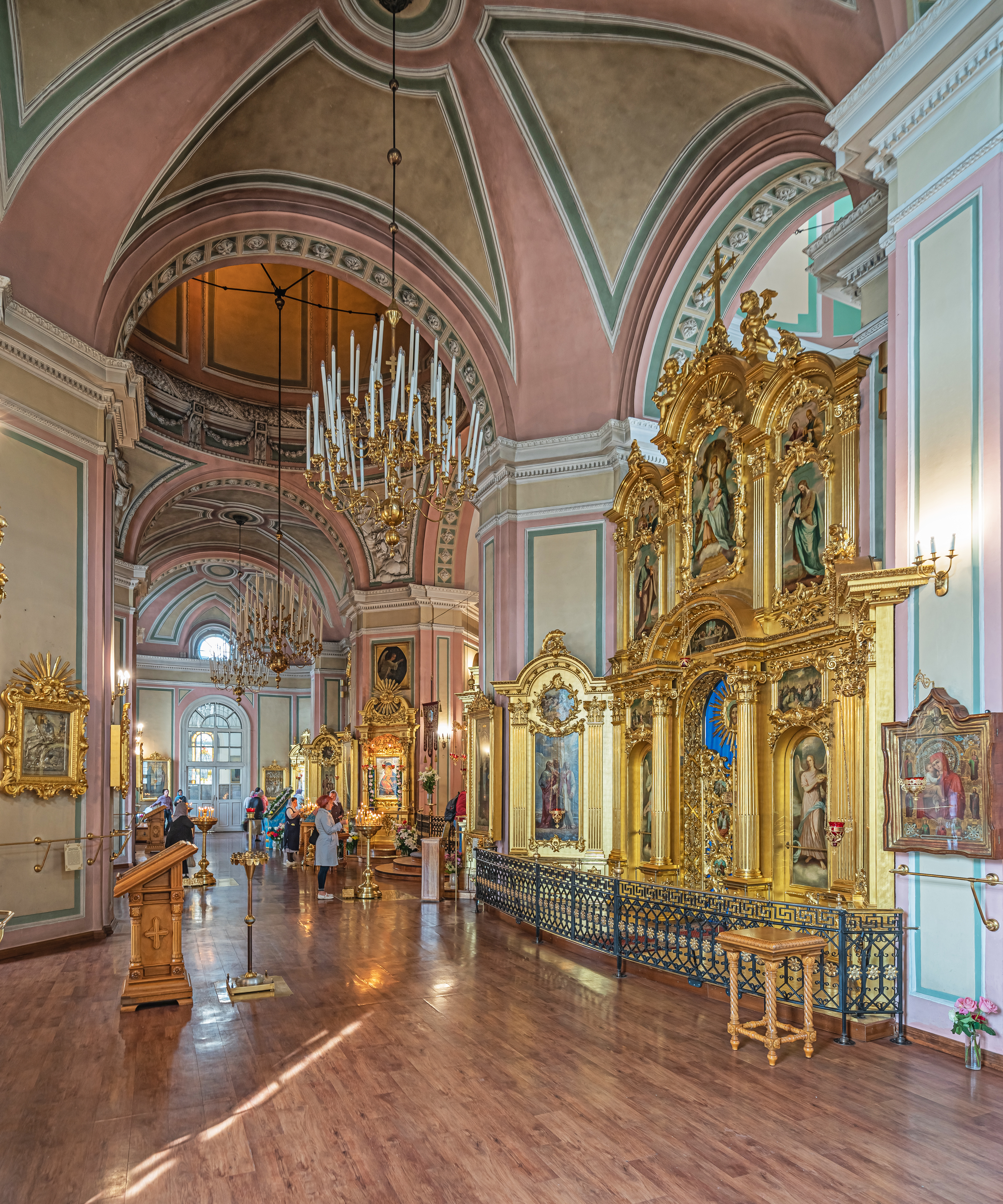
Убранство верхней церкви

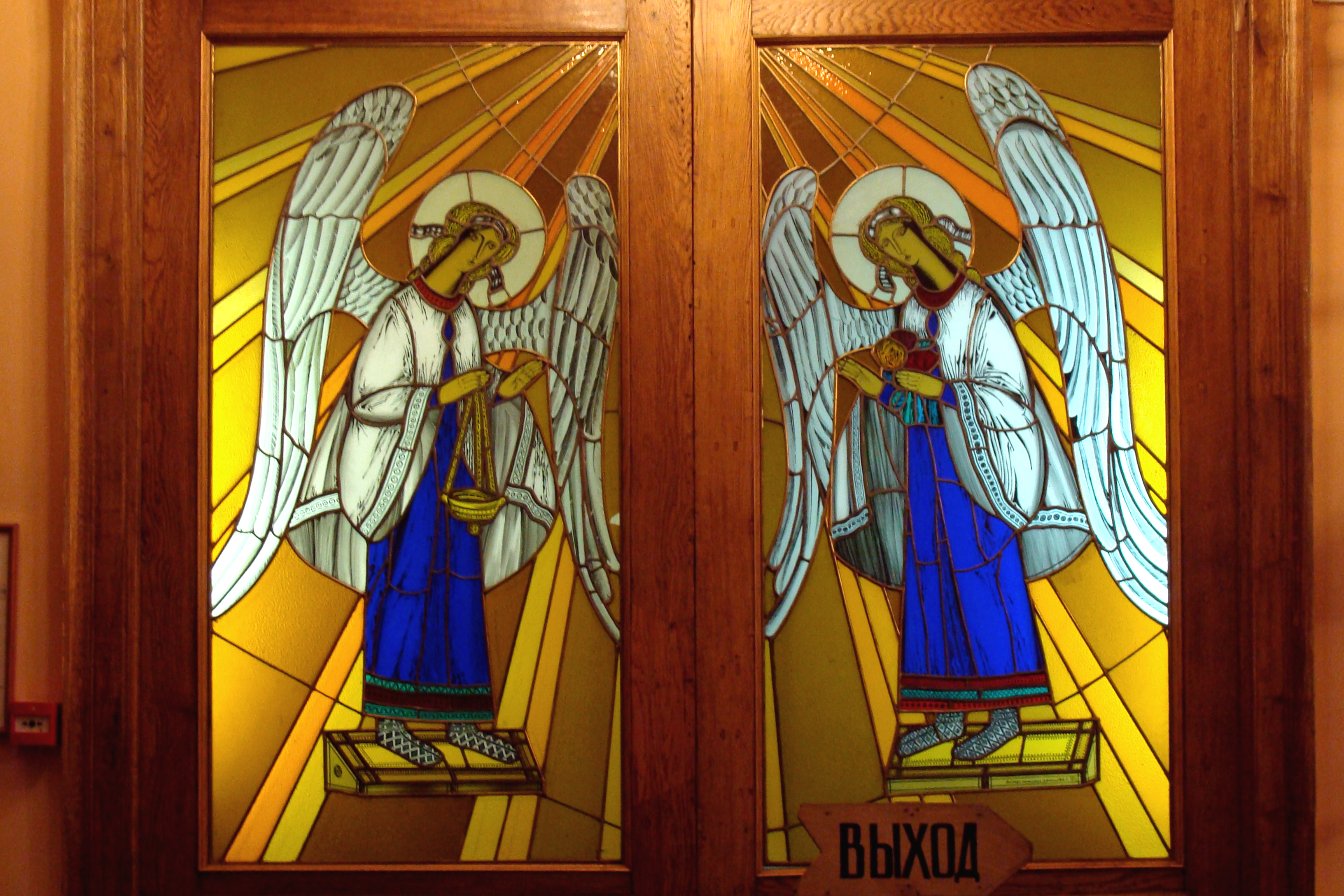
Дверь с витражом ангелов

Пятиглавый храм представляет собой памятник архитектуры переходного стиля от барокко к классицизму, включает верхнюю (холодную) Владимирскую и нижнюю (тёплую) преподобного Иоанна Дамаскина церкви.
После возвращения церкви верующим поначалу богослужения проходили только в верхней церкви.
С сентября 2018 года совершаются регулярные богослужения в открытом после капитального ремонта нижнем храме преп. Иоанна Дамаскина. Одновременно происходит постепенное создание иконостасов нижнего храма, в стиле «елизаветинского» барокко, в проекте которых использованы мотивы и обыграны детали иконостаса верхнего храма, выполненного по рисунку Ф. Б. Растрелли в середине XVIII века.
Паруса центрального купола украшены скульптурными изображениями евангелистов. В верхнем храме сохранился иконостас XVIII века, перенесённый в 1808 году из церкви Аничкова дворца. Своды нижней церкви ранее были покрыты великолепными росписями, которые, как и иконостас нижней церкви, были утрачены в середине XX века.
В 1886 году купола собора были покрыты золотом, но в 1930-х годах позолота была смыта, а купола были покрашены чёрной краской. С 2014 года проводилось золочение куполов собора и колокольни, завершившееся в 2019 году.

## Духовенство
| Настоятели собора за всю историю  | Настоятели собора за всю историю                           |
| Даты                              | Настоятель                                                 |
| --------------------------------- | ---------------------------------------------------------- |
| 1746-…                            | священник Григорий Матвеев                                 |
| 1763 — 20 октября (1 ноября) 1770 | священник Иоанн Кириков (…—1770)                           |
| 1770—1783                         | священник Иаков Иванович Граевский                         |
| 1783—1789                         | протоиерей Иаков Илларионов (…—1789)                       |
| 1789—1798                         | священник Филипп Васильев                                  |
| 1790—1808                         | священник Иоанн Фёдорович Башилов                          |
| 1808—1810                         | протоиерей Иоанн Никитич Голубев                           |
| 1810—1825                         | протоиерей Павел Петрович Свиязев (…—1825)                 |
| 1826—1831                         | протоиерей Симеон Яковлевич Платонов (…—1831)              |
| 1831 — 22 января (3 февраля) 1864 | протоиерей Михаил Никитич Малеин (1788—1864)               |
| 1864—1892                         | протоиерей Александр Николаевич Соколов (1817—1903)        |
| 1892—1893                         | протоиерей Димитрий Александрович Приселков (…—1909)       |
| 1893—1895                         | …                                                          |
| 1895—1902                         | протоиерей Николай Михайлович Вирославский                 |
| 1902—1903                         | протоиерей Димитрий Александрович Приселков (…—1909)       |
| 1904—1917                         | протоиерей Александр Алексеевич Владимирский               |
| 1917 — июнь 1922                  | протоиерей Павел Антониевич Кедринский (1863 — после 1935) |
| октябрь 1922 — август 1923        | протоиерей Иоанн Яковлевич Соколов (… — после 1937)        |
| август 1923 — июнь 1932           | протоиерей Павел Антониевич Кедринский (1863 — после 1935) |
| 1932—1990                         | храм не действовал                                         |
| 1990                              | митрополит Алексий (Ридигер)                               |
| 1990—1995                         | митрополит Иоанн (Снычёв)                                  |
| 1996—2022                         | митрополит Владимир (Котляров)                             |
| с 18.02.2022                      | протоиерей Георгий Шмид                                    |